# Coupe européenne des nations FIRA de rugby à XV 1965-1966
Navigation
Coupe d'Europe FIRA 1954 Coupe européenne des nations FIRA 1966-1967
La Coupe européenne des nations FIRA 1965-1966 est une compétition qui réunit les nations de la FIRA–AER qui ne participent pas au Tournoi des Cinq Nations, mais en présence de l'équipe de France B.

## Équipes participantes
| Division A - France A - Italie - Allemagne de l'Ouest - Tchécoslovaquie - Roumanie | Division B - Espagne - Belgique - Pays-Bas - Portugal |

## Division A

### Classement
| Rang | Pays                 | J | V | N | D | Pm | Pe | Diff | Pts |
| ---- | -------------------- | - | - | - | - | -- | -- | ---- | --- |
| 1    | France A             | 4 | 4 | 0 | 0 | 73 | 21 | +52  | 8   |
| 2    | Italie               | 4 | 2 | 1 | 1 | 17 | 24 | -7   | 5   |
| 3    | Roumanie             | 4 | 1 | 1 | 2 | 21 | 28 | -7   | 3   |
| 4    | Allemagne de l'Ouest | 4 | 1 | 1 | 2 | 42 | 16 | +26  | 3   |
| 5    | Tchécoslovaquie      | 4 | 0 | 1 | 3 | 27 | 81 | -54  | 1   |

|  | Vainqueur de la compétition (no 1). |
|  | Relégué en division B (no 5).       |

### Matchs joués
| 17 octobre 1965 | Allemagne de l'Ouest | 25 – 6 | Tchécoslovaquie | Michelstadt |
| 17 octobre 1965 |                      |        |                 | Michelstadt |
| 17 octobre 1965 |                      |        |                 | Michelstadt |

| 14 novembre 1965 | Allemagne de l'Ouest | 8 - 9 | Roumanie | Hanovre 3,000 spectateurs Arbitre : T. Lacroix |
| 14 novembre 1965 |                      |       |          | Hanovre 3,000 spectateurs Arbitre : T. Lacroix |
| 14 novembre 1965 |                      |       |          | Hanovre 3,000 spectateurs Arbitre : T. Lacroix |

| 28 novembre 1965 | France B | 8 – 3 | Roumanie | Lyon 15,000 spectateurs Arbitre : R.W. Gilliard |
| 28 novembre 1965 |          |       |          | Lyon 15,000 spectateurs Arbitre : R.W. Gilliard |
| 28 novembre 1965 |          |       |          | Lyon 15,000 spectateurs Arbitre : R.W. Gilliard |

| 8 décembre 1965 | Italie                             | 11 – 0 (6 - 0) | Tchécoslovaquie | Livourne Arbitre : B. Cuny |
| 8 décembre 1965 | Essai(s) : 3 Transformation(s) : 1 |                |                 | Livourne Arbitre : B. Cuny |
| 8 décembre 1965 |                                    |                |                 | Livourne Arbitre : B. Cuny |

| 9 avril 1966 | Italie | 0 - 21 (0 - 11)                                | France B | Naples Arbitre : Brooke |
| 9 avril 1966 |        | Essai(s) : 4 Transformation(s) : 3 Drop(s) : 1 |          | Naples Arbitre : Brooke |
| 9 avril 1966 |        |                                                |          | Naples Arbitre : Brooke |

| 10 avril 1966 | France B | 8 – 6 | Allemagne de l'Ouest | Chalon-sur-Saône |
| 10 avril 1966 |          |       |                      | Chalon-sur-Saône |
| 10 avril 1966 |          |       |                      | Chalon-sur-Saône |

| 8 mai 1966 | Tchécoslovaquie | 12 – 36 | France B | Kobylisy |
| 8 mai 1966 |                 |         |          | Kobylisy |
| 8 mai 1966 |                 |         |          | Kobylisy |

| 29 mai 1966 | Tchécoslovaquie | 9 – 9 | Roumanie | Prague 12,000 spectateurs Arbitre : G. Durrande |
| 29 mai 1966 |                 |       |          | Prague 12,000 spectateurs Arbitre : G. Durrande |
| 29 mai 1966 |                 |       |          | Prague 12,000 spectateurs Arbitre : G. Durrande |

| 30 octobre 1966 | Allemagne de l'Ouest | 3 – 3 (0 - 3) | Italie          | Berlin Arbitre : T. Lacroix |
| 30 octobre 1966 | Pénalité(s) : 1      |               | Pénalité(s) : 1 | Berlin Arbitre : T. Lacroix |
| 30 octobre 1966 |                      |               |                 | Berlin Arbitre : T. Lacroix |

| 6 novembre 1966 | Italie | 3 – 0 (0 - 0) | Roumanie | L'Aquila Arbitre : B. Cuny |
| 6 novembre 1966 |        |               |          | L'Aquila Arbitre : B. Cuny |
| 6 novembre 1966 |        |               |          | L'Aquila Arbitre : B. Cuny |

## Division B

### Tournoi
|  | Demi-finales                | Demi-finales             |          |   | Finale                       | Finale                       |
|  | Demi-finales                | Demi-finales             |          |   | Finale                       | Finale                       |
|  |                             |                          |          |   |                              |                              |
|  | le 27 mars 1966 à Madrid    | le 27 mars 1966 à Madrid |          |   | le 24 avril 1966 à Bruxelles | le 24 avril 1966 à Bruxelles |
|  | le 27 mars 1966 à Madrid    | le 27 mars 1966 à Madrid |          |   | le 24 avril 1966 à Bruxelles | le 24 avril 1966 à Bruxelles |
|  | Espagne                     | 3                        |          |   | le 24 avril 1966 à Bruxelles | le 24 avril 1966 à Bruxelles |
|  | Espagne                     | 3                        |          |   | le 24 avril 1966 à Bruxelles | le 24 avril 1966 à Bruxelles |
|  | Portugal                    | 9                        |          |   | le 24 avril 1966 à Bruxelles | le 24 avril 1966 à Bruxelles |
|  | Portugal                    | 9                        | Portugal | 3 |                              |                              |
|  | le 27 mars 1966 à Bruxelles |                          | Portugal | 3 |                              |                              |
|  |                             | Belgique                 | 3        |   |                              |                              |
|  | Belgique                    | Belgique                 | 3        | 9 |                              |                              |
|  | Belgique                    |                          |          | 9 |                              |                              |
|  | Pays-Bas                    | 3                        |          |   |                              |                              |
|  | Pays-Bas                    | 3                        |          |   |                              |                              |

Le Portugal monte en Division A à l'issue du tournoi.